# Rovagnate
Rovagnate là một đô thị trong tỉnh Lecco, trong vùng Lombardia của Ý, cự ly khoảng 35 km về phía đông bắc của Milan và khoảng 13 km về phía nam của Lecco. Tại thời điểm ngày 31 tháng 12 năm 2004, đô thị này có dân số 2.700 người và diện tích là 4,6 km².
Rovagnate giáp các đô thị: Castello di Brianza, Montevecchia, Olgiate Molgora, Perego, Santa Maria Hoè, Sirtori.